# Antonio González Triviño
Antonio González Triviño (Tetuan, Marroc, 5 de març de 1951) és un polític espanyol. Fill d'un funcionari establit a l'antic Protectorat Espanyol al Marroc, va fer estudis primaris i secundaris a Artieda (Navarra) i el 1966 s'establí a Saragossa. Va marxar a Polònia per a treballar de mestre industrial a empreses d'electrònica.
Va tornar a Saragossa quan les primeres eleccions municipals democràtiques (1979), i aleshores fou escollit regidor municipal dins les llistes de la Unió de Centre Democràtic. A les eleccions municipals de 1983 fou escollit regidor com a independent dins les llistes del PSOE. Nomenat tinent d'alcalde i regidor d'economia, a la mort de l'alcalde Ramón Sainz de Varanda el 1986 fou escollit alcalde de Saragossa, càrrec que renovà a les eleccions municipals de 1987 i 1991. Durant el seu mandat es va reforçar la Plaça de las Catedrales i l'Auditori de Saragossa, però també fou acusat d'haver afavorir un amic en l'adjudicació d'unes naus per a la Policia Local.
A les eleccions autonòmiques de 1991 fou elegit diputat a les Corts d'Aragó i a les eleccions al Parlament Europeu de 1994 també fou elegit diputat. El 1996 fou expulsat del Grup Socialista Europeu per l'escàndol que provocà el saber-se que el seu assistent signava en comptes d'ell l'assistència al Parlament Europeu i en declarar-se resident a Canàries per a cobrar més dietes.
A les eleccions municipals de 1995 no fou reescollit i el 1999 no es va presentar a la reelecció al Parlament Europeu, abandonant la política activa. Aleshores es va establir tres anys a Santa Cruz de Tenerife i després Barcelona on treballa com a empresari. El 2001 fou jutjat per impagament de la pensió de la seva exdona, i fou condemnat a 8 caps de setmana d'arrest i a abonar 3.800.000 pessetes.
A les festes del Pilar de 2008 l'alcalde de Saragossa, Juan Alberto Belloch Julbe, li va atorgar la Medalla d'Or de la Ciutat de Saragossa.